# Henry Maitek

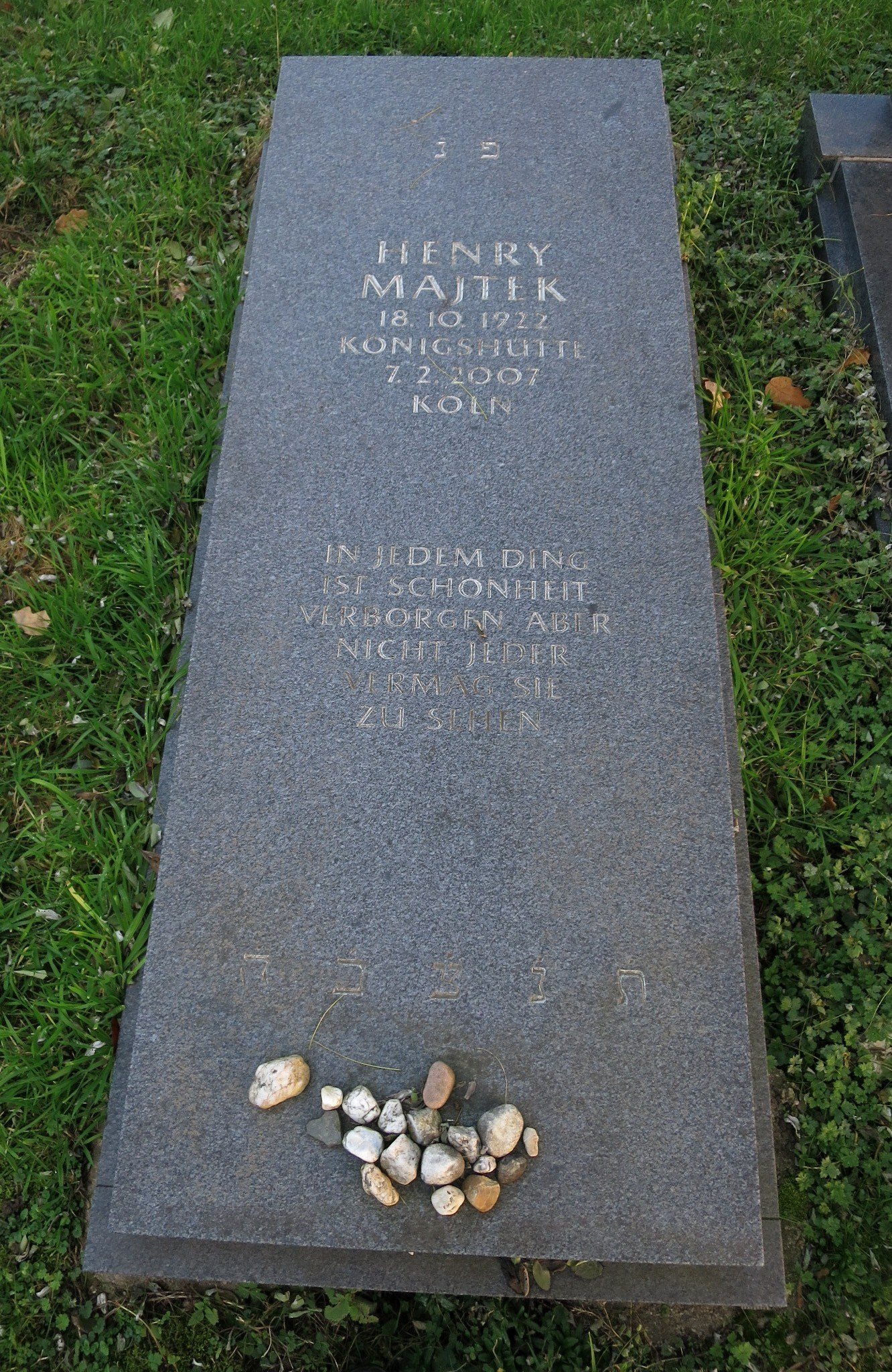
Grab von Henry Maitek auf dem Jüdischen Friedhof in Köln-Bocklemünd (Foto: 2017)

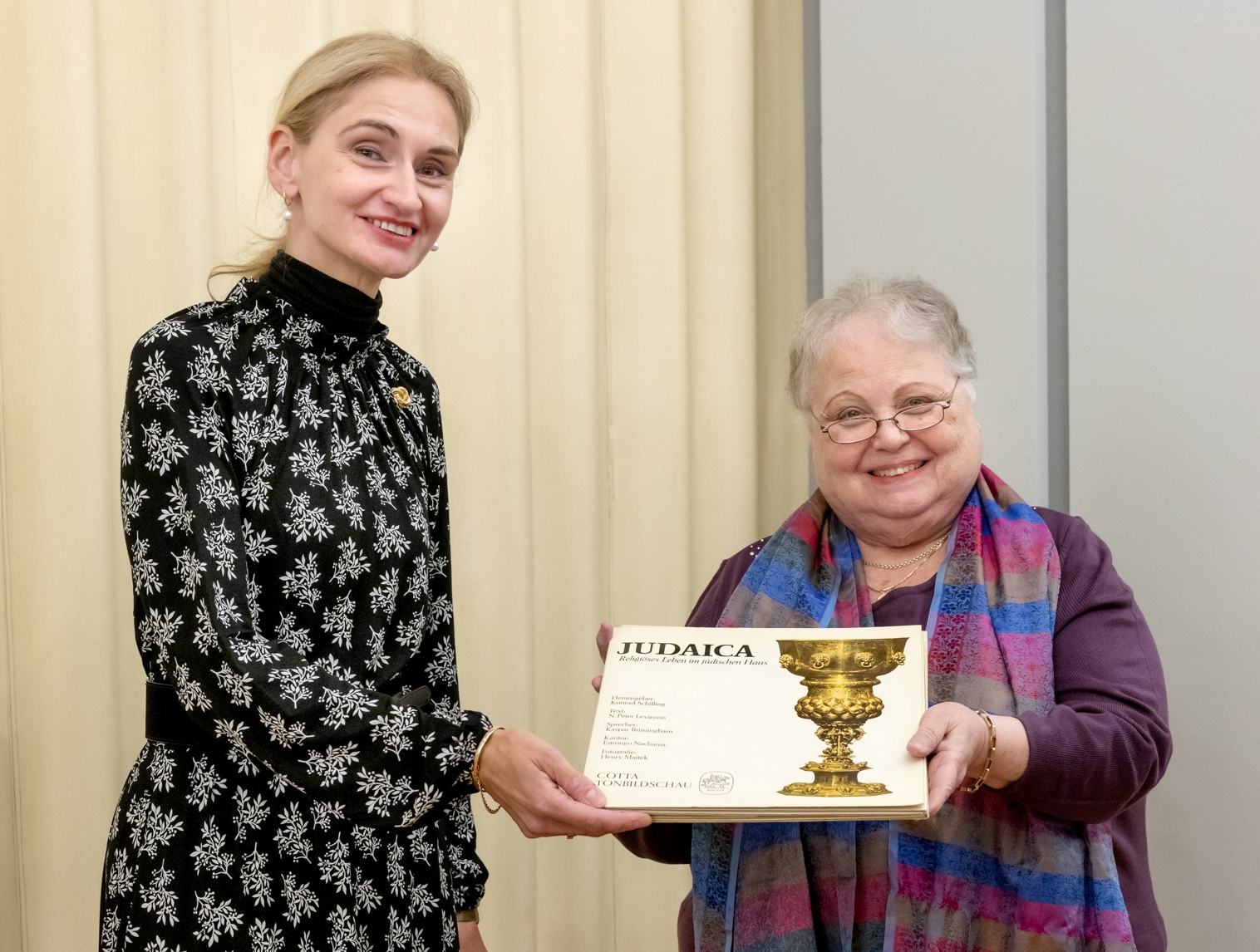
Die Tochter von Henry Maitek, Schoschana Maitek-Drzevitzky (r.), übergibt eine historische Tonbildschau von 1965, an deren Schaffung ihr Vater beteiligt war, an Christiane Twiehaus vom MiQua (Foto: 2022)

Henry Maitek, auch Majtek (geboren 18. Oktober 1922 in Królewska Huta, Woiwodschaft Schlesien, Polen; gestorben 7. Februar 2007 in Köln), war ein deutscher Fotograf.

## Biographie
Henry Maitek war ein Sohn von Schifre Rebecca Weizmann (geboren 1896) und Chaim Majtek (geboren 1888 o. 1890). Er wurde im schlesischen Königshütte geboren, wo er auch aufwuchs. Seine Eltern waren wohlhabende Landbesitzer, die ein offenes Haus führten; der Vater war Vorsitzender der jüdischen Gemeinde. Henry Maitek machte eine Ausbildung zum Optiker.
Kurz vor Ausbruch des Zweiten Weltkriegs flüchtete Maitek aus Polen in Richtung Palästina, kehrte aber nach dem Überfall der deutschen Wehrmacht auf Polen zurück, um sich um seine Eltern zu kümmern. Die Eltern wurden in ein Ghetto verschleppt und ermordet, während Henry Maitek und sein Bruder Lolek in Arbeitslager gebracht wurden. Er wurde als Elektriker eingesetzt und zur Zwangsarbeit nach Auschwitz-Monowitz, nach Buchenwald und schließlich in das Lager Grünberg des KZ Groß-Rosen an der Oder transportiert. Ende 1944 konnte er von dort fliehen, und am 16. April 1945 stieß er auf Soldaten der US-Army.
Nach Kriegsende arbeitete Maitek einige Zeit als dokumentarischer Fotograf für die US-amerikanische Soldatenzeitung Stars and Stripes und absolvierte anschließend in Hof an der Saale eine Fotografenlehre. Dort traf er seine spätere Ehefrau Ruth Fischel (geb. 1921 in Magdeburg) wieder, die er im Lager Grünberg kennengelernt hatte. Ihr war es gelungen, gemeinsam mit anderen Frauen zu fliehen, bevor sie auf einen Todesmarsch geschickt wurden. Die beiden heirateten 1946 in Hof. Ihr Vorsatz für das gemeinsame Leben: „Wir sprechen nicht über die Zeit im Lager. Nur, wenn wir etwas erzählen, worüber man lächeln kann. Das Leben ist schön.“
Im Jahr darauf wurde Tochter Schoschana geboren, anschließend wanderte die Familie auf Betreiben Ruth Maiteks, einer überzeugten Zionistin, nach Israel aus. Auch Lolek Maitek emigrierte nach Israel, kam aber 1948 im Palästinakrieg ums Leben. Nach einigen Jahren gingen Henry Maitek und seine Familie nach Deutschland zurück, da Ruth Maitek in Folge der Lagerhaft an schwerem Rheuma litt.
Maitek arbeitete zunächst als Elektriker, seine Frau machte Übersetzungen. 1958 zog die Familie nach Köln, wo Henry Maitek bis 1960 eine Ausbildung an der Photoingenieurschule machte. In den folgenden Jahren hatte Maitek über 170 Ausstellungen im In- und Ausland, und er publizierte mehr als 20 Bücher: „Viele seiner über 20 Bücher zeigen Maiteks Köln und den Karneval als zentrales Lebensgefühl im Wandel der Zeiten; nach dem Krieg feierten die Rheinländer – fast – unter sich, heute mischen sich Tausende aus über 100 Nationen darunter.“ Mit Freunden wie Wolf Vostell und Paul Karalus gründete er 1965 die „zeitkritische, intelligente, provozierende“ Zeitschrift Stil 65, die aber nur einmal erschien, weil sie sich nicht verkaufte. 1969 wurde er in die Deutsche Gesellschaft für Photographie aufgenommen. Anlässlich des Weltjugendtages 2005 in Köln machte eine Aufnahme von Papst Johannes Paul II. Furore, die Maitek schon 1974 erstellt hatte.
Viele seiner Fotografien widmeten sich der Arbeits- und Lebenswelt von Frauen. Dazu schrieb der Kulturpolitiker Wolfgang Schulze-Olden im Vorwort zum Buch Frau zu sein in einer Männerwelt aus dem Jahr 1975: „Henry Maitek hat den Menschen ins Gesicht gesehen und gefunden, dass der Mensch eine Frau ist“ und verband seine Worte und die Fotos von Maitek mit einem leidenschaftlichen Plädoyer für die Gleichberechtigung.
Maitek, von seinen Freunden „Sir Henry“ genannt, habe mit seiner Kamera auch Personen in den Fokus gerückt, die sonst nicht im Mittelpunkt der Aufmerksamkeit stünden wie etwa die türkischen Bürgerinnen und Bürger in Köln. Die zunehmenden Berichte über Fremdenhass in den 1980er Jahren hätten ihn beunruhigt. Im Vorwort zum Ausstellungskatalog von Türkische Mitbürger schrieb Maitek:

„Ich habe es immer als eine Chance verstanden, wenn Menschen unterschiedlicher Herkunft sich begegnen, voneinander lernen dürfen. Vielleicht helfen uns viele kleine und ganz persönliche Inseln freundschaftlichen und unvoreingenommenen Zusammenlebens, eines Tages auch in größerem Maßstab nationale, religiöse und ideologische Grenzen zu überwinden und Frieden zu gewinnen.“

Anlässlich des 100. Geburtstages von Henry Maitek würdigte ihn der Landschaftsverband Rheinland:

„Im Mittelpunkt seiner Fotografien stehen Menschen aus allen Gesellschaftsschichten. Als stiller Beobachter, aber auch als Street-Fotograf gelang es Maitek, Momentaufnahmen des Alltags einzufangen, Posen und gestellte Szenen interessierten ihn nicht. Er fotografierte die Wirklichkeit, Ungezwungenheit und Lebendigkeit: Männer und Frauen, Junge und Alte porträtierte Maitek auf seinen Streifzügen durch Köln oder auf den Reisen nach Israel, Polen oder in die USA. Seine Fotografien sind bedeutende Dokumente der Zeitgeschichte, denn er suchte bewusst das Außergewöhnliche im Normalen.“

Ruth Maitek starb 1974, Henry Maitek überlebte seine Frau um mehr als 30 Jahre. Er starb 2007 in Köln im Alter von 84 Jahren. Ihre Gräber befinden sich auf dem Jüdischen Friedhof Köln-Bocklemünd.

## Nachlass
Der Nachlass Henry Maiteks, bestehend aus rund 25 laufenden Regalmetern Archivalien, wird im Historischen Archiv der Stadt Köln aufbewahrt.
Im November 2022 überreichte Schoschana Maitek-Drzevitzky, die Tochter von Henry Maitek, dem MiQua als Geschenk die dreiteilige Cotta-Tonbildschau zum Thema „Judaica“ aus den 1960er Jahren, an denen ihr Vater mit insgesamt 96 Fotografien in Form von Dias mitgewirkt hatte. Herausgeber dieser Reihe war Konrad Schilling, der 1963 die Ausstellung Monumenta Judaica 1963 in Köln initiiert hatte.

## Publikationen (Auswahl)
- Mit Wolfgang Schulze-Olden: Frau zu sein in einer Männerwelt. Krüger, Düsseldorf 1975, ISBN 3-921387-01-9.
- Mit Alfons Spielhoff: Polnische Skizzen. Krüger, Düsseldorf 1976, ISBN 3-921524-97-0.
- Mit Werner Schäfke: Türkische Mitbürger in Köln. Ausstellung im Kölnischen Stadtmuseum 4. April–20. Mai 1984. 1984, ISBN 3-921524-97-0.
- Kinder im Karneval. Köln. KIM. Stadtbücherei Köln, 1985, ISBN 978-3-929578-06-5.
- Mit Erik Emig: So lebt der Mensch. Fotografien von Henry Maitek 1960–1985. Brausdruck, Heidelberg 1986, ISBN 3-921524-97-0.
- Mit Gerd Biegel: Israel 1960. „Orient trifft Okzident“; ein Fotograf erinnert sich. Braunschweigisches Landesmuseum, Braunschweig 2000, ISBN 3-927939-50-1.
- Mit Gerd Biegel: „Amerika ins Gesicht geschaut.“ USA 1967. Henry Maitek, ein Photograph sucht Amerika. Braunschweigisches Landesmuseum, Braunschweig 2004, ISBN 3-927939-73-0.
- Mit Gerd Biegel: „Der Erzbischof von Krakau“. Karol Wojtyla 1920–1978; Henry Maitek auf den Spuren von Papst Johannes Paul II. Kunstverlag Fink, Lindenberg 2005, ISBN 3-89870-256-1.